# Dragutin Tadijanović
Dragutin Tadijanović (Rastušje, 4 novembre 1905 – Zagabria, 27 giugno 2007) è stato un poeta croato.

## Opere
- Lirika (1931)
- Sunce nad oranicama (1933)
- Pepeo srca (1936)
- Dani djetinjstva (1937)
- Tuga zemlje (1942)
- Pjesme (1951)
- Blagdan žetve (1956)
- Srebrne svirale (1960)
- Prsten (1963)
- Poezija (1973)
- Vezan za zemlju (1974)
- Sabrane pjesme (1975)
- Sam (1976)
- Prijateljstvo riječi (1981)
- Svjetiljka ljubavi (1984)
- Moje djetinjstvo (1985)
- Kruh svagdašnji (1987)
- More u meni (1987)